# Smittia malarodai
Smittia malarodai är en tvåvingeart som beskrevs av Marcuzzi 1947. Smittia malarodai ingår i släktet Smittia och familjen fjädermyggor.
Artens utbredningsområde är Italien. Inga underarter finns listade i Catalogue of Life.